# LR Presse
 (septembre 2024).
Si vous disposez d'ouvrages ou d'articles de référence ou si vous connaissez des sites web de qualité traitant du thème abordé ici, merci de compléter l'article en donnant les références utiles à sa vérifiabilité et en les liant à la section « Notes et références ».
LR Presse est un groupe de presse et d'édition français.

## Historique et éditions
L'histoire de LR Presse est liée à celle du magazine de modélisme ferroviaire Loco Revue. Ce titre fondé en 1937 a connu un éclatement des titres, qui ont donné naissance, dans les années 2000, au groupe LR Presse.
LR presse est également une maison d'édition spécialisée dans les ouvrages consacrés au modélisme ferroviaire, aux chemins de fer réels et aux transports.

## Titres actuels
- Loco Revue, depuis 1937
- Voie Libre, depuis octobre 1997
- Ferrovissime, depuis janvier 2008
- Clés pour le train miniature, depuis mai 2012
- Univers Rétro, depuis 2023

## Titres disparus
- Cirque Magazine jusqu'en 2007, 6 numéros
- Correspondances ferroviaires, d'avril 2002 à novembre 2007, 36 numéros ; devenu Ferrovissime.
- Ferrovissimo paru en 2004, bimestriel, 17 numéros ; devenu Ferrovissime.
- Modèles Ferroviaires, lancé en novembre 2006 et qui a cessé de paraître en décembre 2013.
- L'aquarium à la maison, créé en mai 1999, repris par LR presse en mars 2005, et revendu depuis.
- Esprit Bonsaï, depuis mai 2003. Cesse de paraître avec le numéro 130 de juin-juillet 2024.